# تيراف آيت أوانزار (كتاوة)
تيراف آيت أوانزار هي إحدى مشيخات المملكة المغربية، تتبع جغرافيا لإقليم زاكورة وإداريًا لكتاوة. يقدر عدد سكانها بـ 577 نسمة حسب الإحصاء الرسمي للسكان والسكنى لسنة 2004.